# بخش گرینفیلد (شهرستان گالیا، اوهایو)
بخش گرینفیلد (به انگلیسی: Greenfield Township) یک منطقهٔ مسکونی در ایالات متحده آمریکا است که در شهرستان گالیا، اوهایو واقع شده‌است.
 بخش گرینفیلد ۸۶٫۱ کیلومتر مربع مساحت و ۴۹۵ نفر جمعیت دارد و ۲۲۲ متر بالاتر از سطح دریا واقع شده‌است.